# Jean Trappeniers
Jean-Marie Trappeniers (Vilvoorde, 13 januari 1942 – 2 november 2016) was een Belgische voetballer. Hij was een doelman en speelde twaalf seizoenen voor RSC Anderlecht en elf keer voor de nationale ploeg.

## Carrière
Trappeniers begon op zijn tiende met voetballen bij de plaatselijke Vilvoorde FC. Na enkele jaren verhuisde de doelman naar RSC Anderlecht, waar hij na enkele jaren bij de jeugd doorstootte naar het eerste elftal.
Op zeventienjarige leeftijd debuteerde hij voor RSC Anderlecht. Eerst fungeerde hij in de schaduw van clubicoon Henri Meert, maar na diens afscheid in 1960 werd Trappeniers de nieuwe nummer één. In 1962 werd hij voor het eerst landskampioen. Trappeniers positie stond nooit ter discussie in een elftal dat verder kon rekenen op Paul Van Himst, Jan Mulder en Wilfried Puis. Onder leiding van trainer Pierre Sinibaldi leidde dat tot een Gouden Periode met vijf opeenvolgende landstitels en één Beker van België. In de geschiedenis van de club is hij de doelman die het langst zijn netten schoon hield. Hij speelde in de eerste Europese finale van Anderlecht. In 1970 stond hij in de finale van de Jaarbeursstedenbeker tegen Arsenal FC onder de lat.
Begin jaren 70 had er een generatiewissel plaatsgevonden bij RSC Anderlecht. Op enkele sleutelfiguren na waren bijna alle spelers van de Gouden Periode verdwenen. Trappeniers speelde nog, maar maakte regelmatig plaats voor de Oostenrijker Gerhard Mair. Vervolgens zakten de Nederlandse doelmannen Leen Barth en Jan Ruiter naar Anderlecht af, hetgeen voor Trappeniers het signaal was om te vertrekken. Na twaalf seizoenen Anderlecht belandde hij bij de Brusselse buren van Union Sint-Gillis, waar hij twee seizoenen bleef. In 1973 verhuisde hij naar Antwerp FC. De ondertussen 31-jarige doelman werd er een titularis in het elftal van Guy Thys en hield hij de één jaar jongere Eddy Braem uit het elftal. In 1977 gaf de Tsjechische trainer Ladislav Novák de voorkeur aan de jonge Theo Custers. Trappeniers werd reserve, maar schikte zich naar zijn rol. Hij leek op weg om zijn carrière in Antwerpen af te sluiten, maar trok in 1979 naar Tweede Klasse, waarin hij nog twee jaar het doel van Eendracht Aalst verdedigde. Bij Eendracht zag hij onder andere zijn gewezen Anderlechtploegmaat Gerard Desanghere terug. In 1981 keerde Trappeniers terug naar Union om daar na één seizoen zijn carrière af te sluiten bij KFC Peutie.

## Nationale ploeg
Trappeniers was in zijn carrière nooit de absolute nummer 1 bij de Belgische nationale ploeg. Bondscoach Raymond Goethals, zelf een gewezen doelman, nam hem in 1970 mee naar het Wereldkampioenschap in Mexico. Trappeniers was de nummer 12 en dus niet meer dan de vervanger van Christian Piot. Trappeniers verdween in de beginjaren van zijn carrière voortdurend in de schaduw van Piot, die in 1972 de Gouden Schoen won.

## Palmares

#### RSC Anderlecht
- Eerste Klasse: 1961–62, 1963–64, 1964–65, 1965–66, 1966–67, 1967–68
- Beker van België: 1964–65
- Beker der Jaarbeurssteden finalist: 1969–70